# Liévin
Liévin (Nederlands: Lieven) is een gemeente in het Franse departement Pas-de-Calais (regio Hauts-de-France). De gemeente telde 30.113 inwoners op 1 januari 2022. De plaats maakt deel uit van het arrondissement Lens en van het gemeentelijk samenwerkingsverband Communauté d’Agglomération de Lens-Liévin.

## Geschiedenis
De plaats is al lang bewoond. Op de heuvel Colline de Riaumont werden twee Gallo-Romeinse grafvelden en een grote Frankische begraafplaats uit de Merovingische tijd opgegraven.
De geschiedenis van Liévin-en-Artois gaat terug tot de 11e eeuw. Het was een landbouwdorp met 800 inwoners aan het einde van de 18e eeuw. Op het grondgebied van de huidige gemeente lagen ook drie kastelen, waarvan dat van Rollencourt het belangrijkste was. In 1858 werd een eerste steenkoolmijn geopend in Liévin. Twee concurrerende mijnbouwbedrijven waren actief in de gemeente: de Compagnie de Lens en de Société Houillère de Liévin. Zij bouwden cités, scholen en kerken voor hun personeel. Er kwamen gastarbeiders uit Polen en Italië en later ook uit de Maghreb.
De gemeente leed zware schade in de Eerste Wereldoorlog tijdens de gevechten om Lens. De strategische heuvelrug van Vimy werd in 1914 ingenomen door de Duitsers. Pas in 1917 na talloze gevechten slaagden Canadese soldaten erin de heuvelrug te veroveren. Liévin lag in puin en werd na 1918 heropgebouwd met een nieuw, meer rechthoekig grondplan.
De arbeidersbeweging was sterk in deze mijnstreek. In 1941, tijdens de Duitse bezetting, waren er stakingen in de mijnen, en ook na de oorlog waren er regelmatig stakingen zoals in 1947 en1948. Na de oorlog werden de Franse steenkoolmijnen genationaliseerd. De productie werd sterk opgedreven. Maar al in de jaren 1960 ging het bergaf met deze industrietak. Een grote mijnramp luidde het einde van de mijnbouw in Liévin. Op 27 december 1974 kwamen er 42 mijnwerkers om bij een instorting. Tegen 1980 waren de meeste mijnen gesloten en dit zorgde voor een grote economische malaise.

## Geografie
De oppervlakte van Liévin bedroeg op 1 januari 2022 12,83 vierkante kilometer; de bevolkingsdichtheid was toen 2.347,1 inwoners per km². De Souchez stroomt door de gemeente.
De onderstaande kaart toont de ligging van Liévin met de belangrijkste infrastructuur en aangrenzende gemeenten.

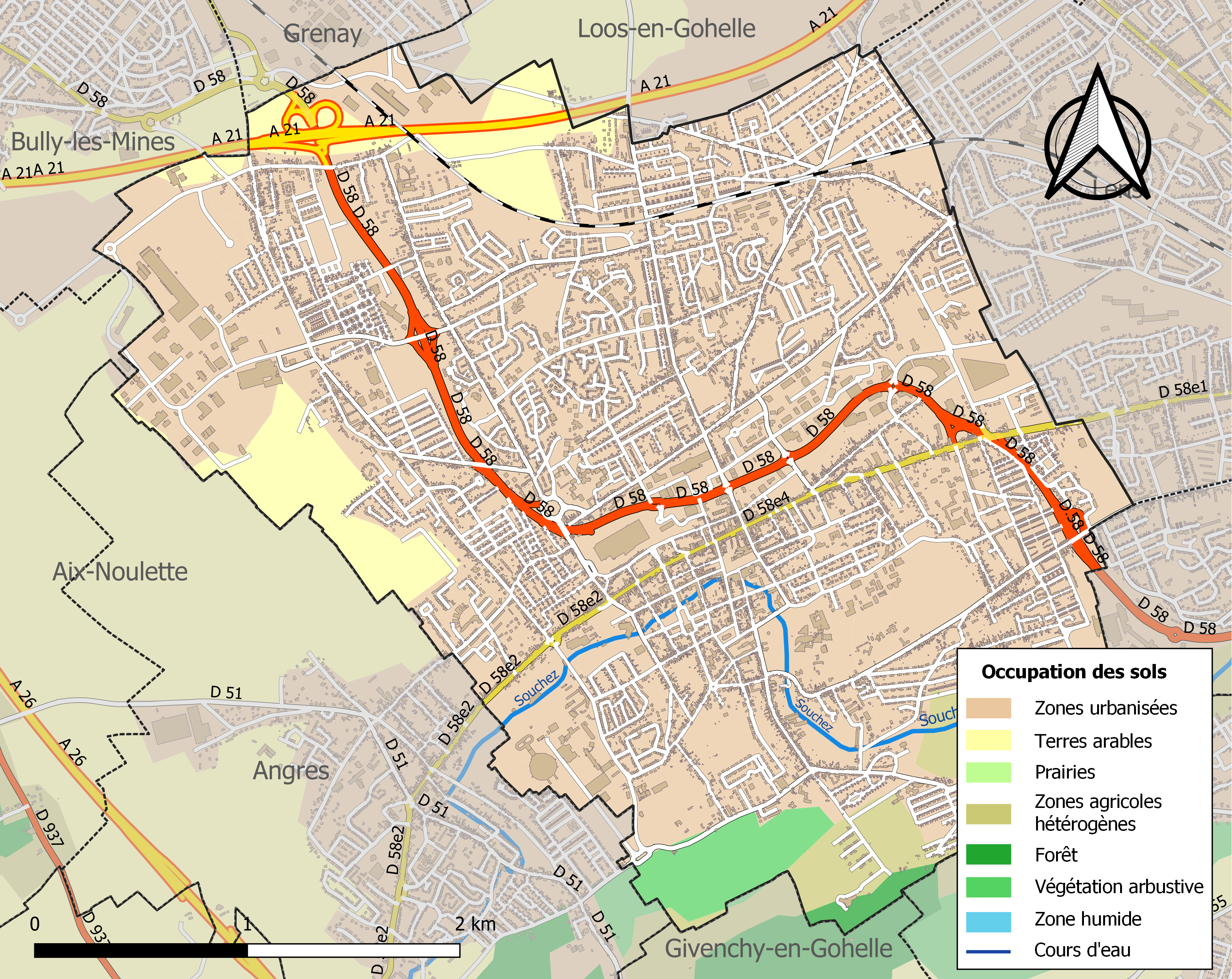

## Verkeer en vervoer
In de gemeente ligt spoorwegstation Liévin.

## Demografie
Door de komst van de steenkoolmijnen groeide de bevolking explosief vanaf het midden van de 19e eeuw: van 1.400 inwoners rond 1850 naar 26.000 In 1914.
Onderstaande figuur toont het verloop van het inwonertal (bron: INSEE-tellingen).

## Sport
Het stadion Arena Stade Couvert de Liévin wordt regelmatig gebruikt voor diverse sportwedstrijden. Liévin was twee keer etappeplaats in de wielerkoers Ronde van Frankrijk. In 1986 won er de Amerikaan Davis Phinney en in 1988 de Nederlander Jelle Nijdam.
Van 31 januari tot en met 2 februari 2025 vinden de wereldkampioenschappen veldrijden 2025 plaats in Liévin.

## Patrimonium
Het Steenkoolbekken van Nord-Pas-de-Calais werd in 2012 als cultuurgebied ingeschreven op de werelderfgoedlijst van Unesco. Tien sites die verband houden met het mijnbouwverleden op het grondgebied van de gemeente Liévin werden hierin opgenomen:
- Cité Saint-Albert, arbeiderswijk van de Compagnie de Lens gebouwd tussen 1921 en 1925;
- École de la Cité Saint-Albert, modelschool in deze wijk;
- Chevalement n°3 bis, bewaarde bovenstructuur van de mijnschacht Fosse n°3 van de Compagnie de Lens, operationeel tussen 1859 en 1979;
- Chevalement n°1 bis, bewaarde bovenstructuur van de mijnschacht Fosse n°1 van de Société Houillère de Liévin uit 1922;
- Temple protestant, protestantse kerk voor directieleden van de Société Houillère de Liévin waarvan er veel afkomstig waren uit de mijnbouwstreek van Alès in het zuiden van Frankrijk;
- Grands Bureaux de la Société Houillère de Liévin, administratieve gebouwen uit de jaren 1920;
- Cité des Bureaux ouest, tuinbouwwijk voor mijnwerkers uit het interbellum;
- Terril 80, mijnberg van de Fosse n°3;
- Cité des Garennes, arbeiderswijk van de Société Houillère de Liévin uit de jaren 1920;
- Cité des Petits Bois, arbeiderswijk van de Société Houillère de Liévin uit het interbellum.

Het gemeentehuis met belfort werd ingehuldigd in 1926.
In Liévin bevindt zich ook het scoutsinternaat Riaumont.

### Afbeeldingen

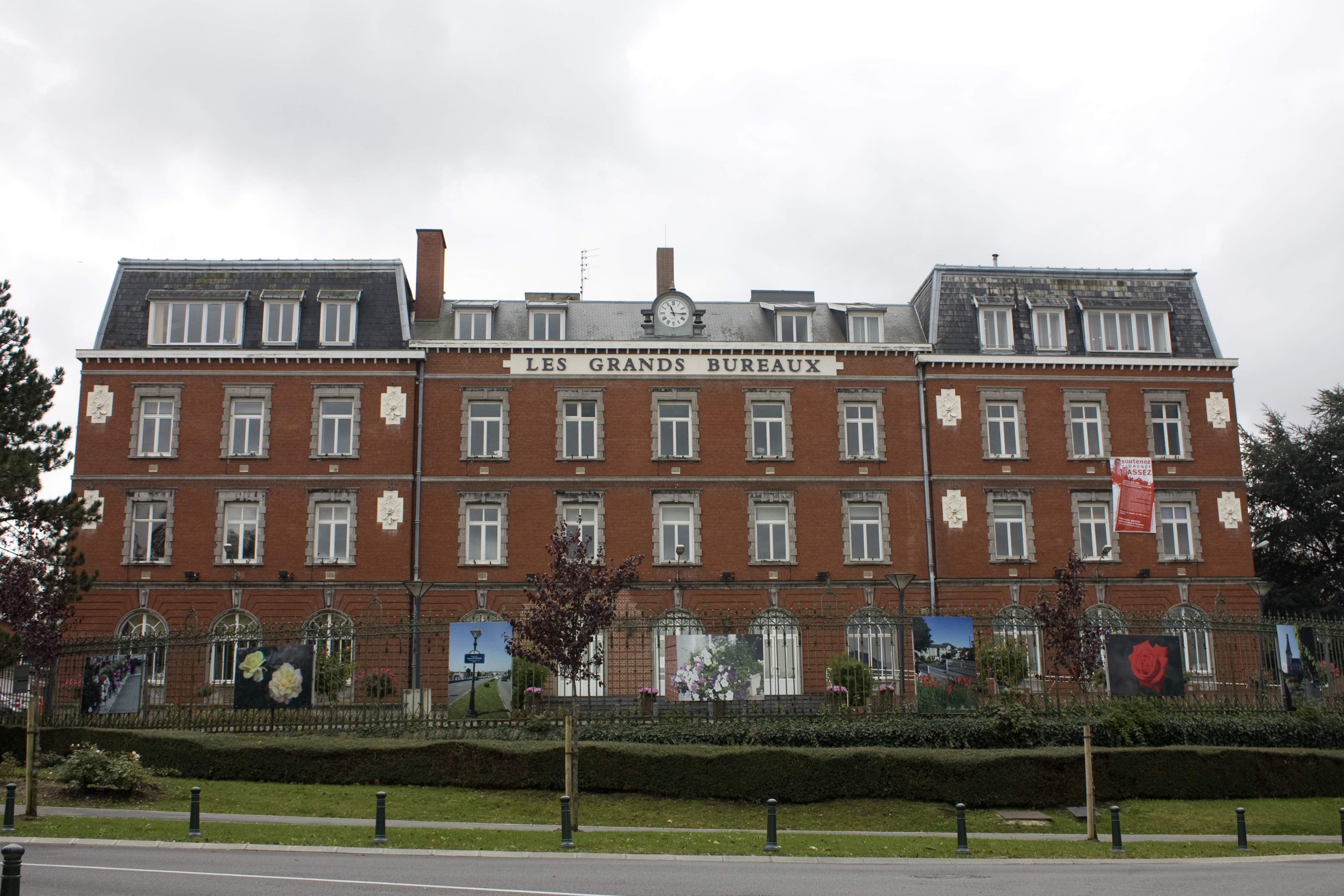
Grands Bureaux
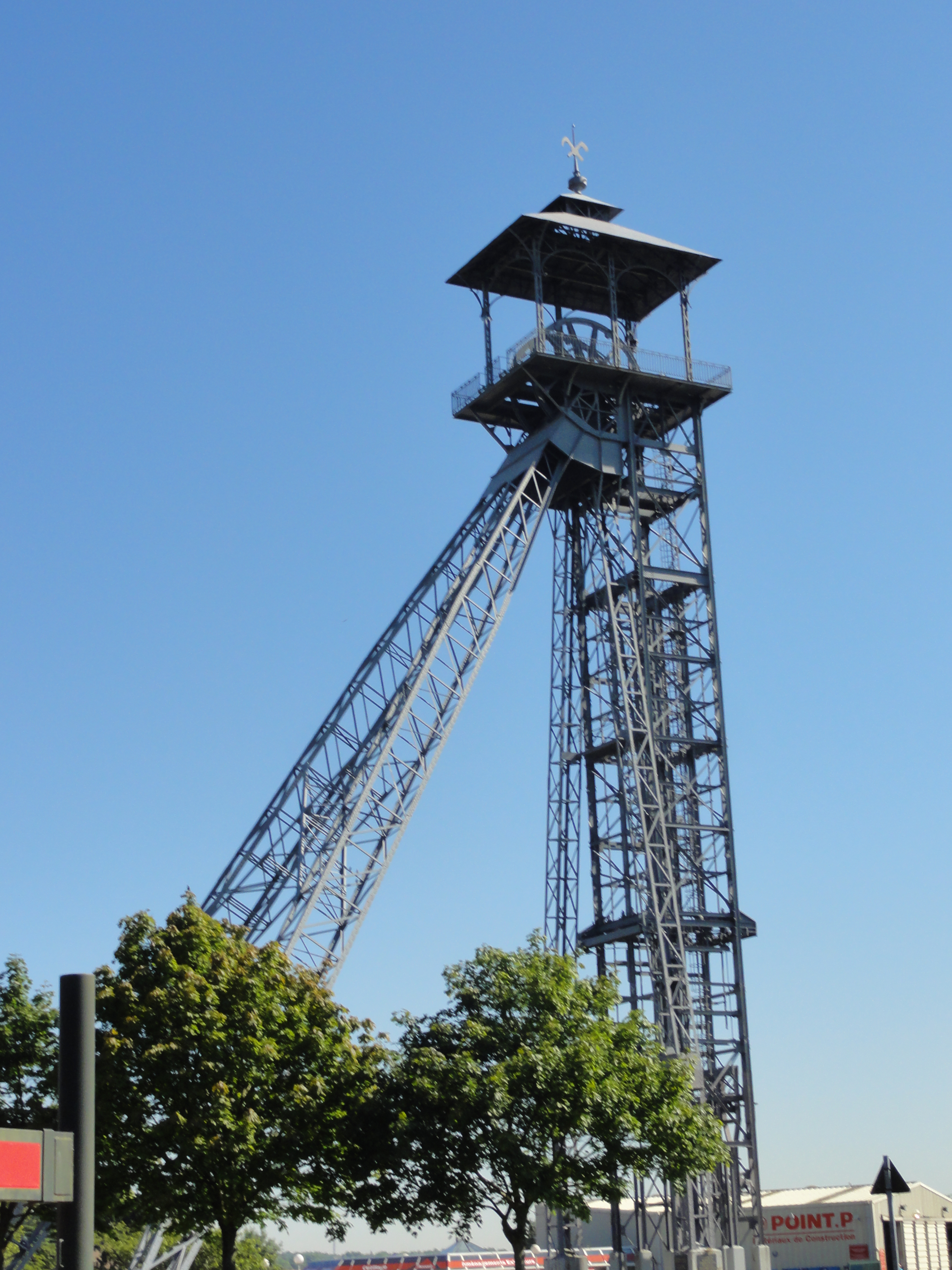
Fosse n°3
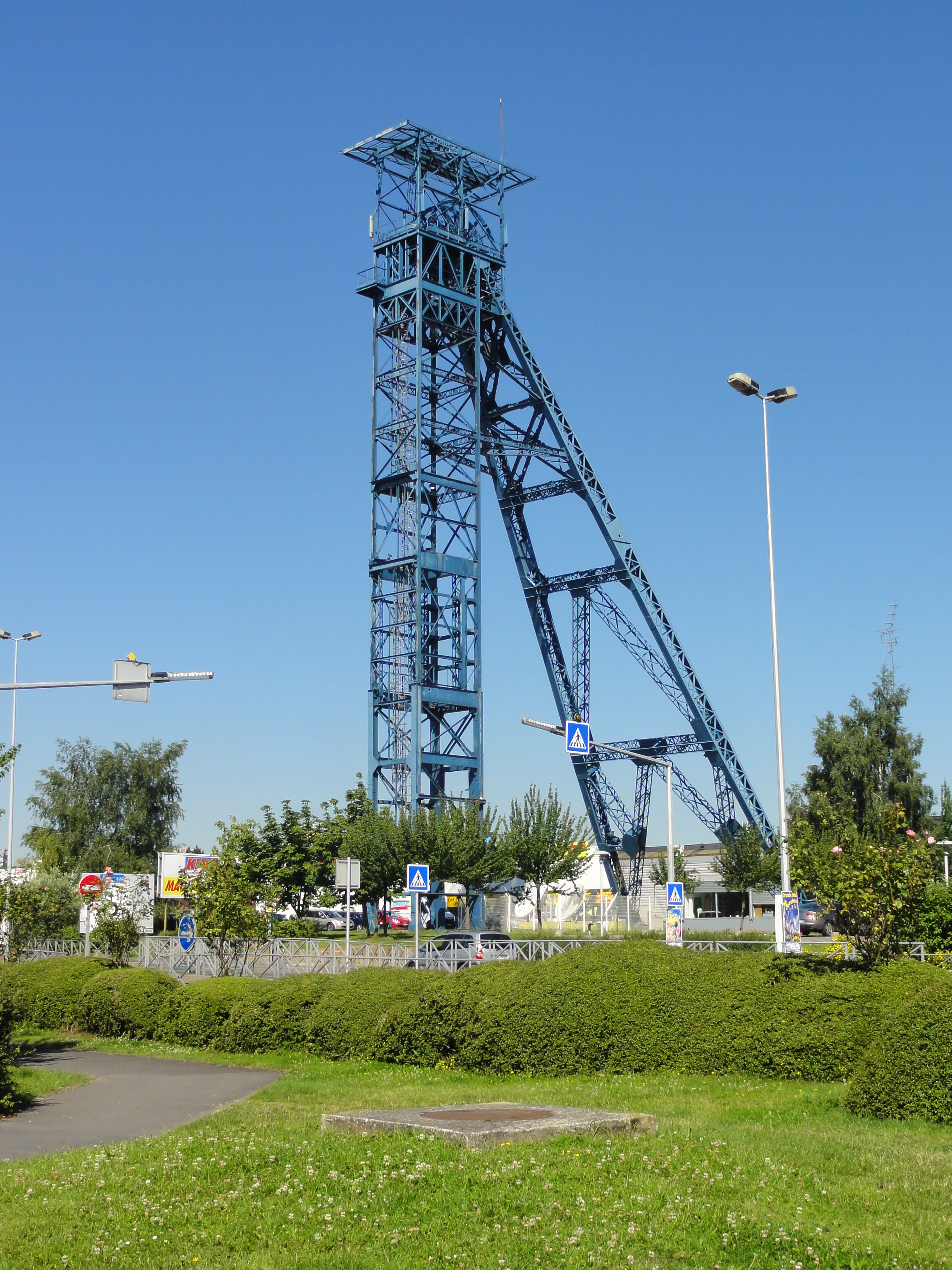
Fosse n°1
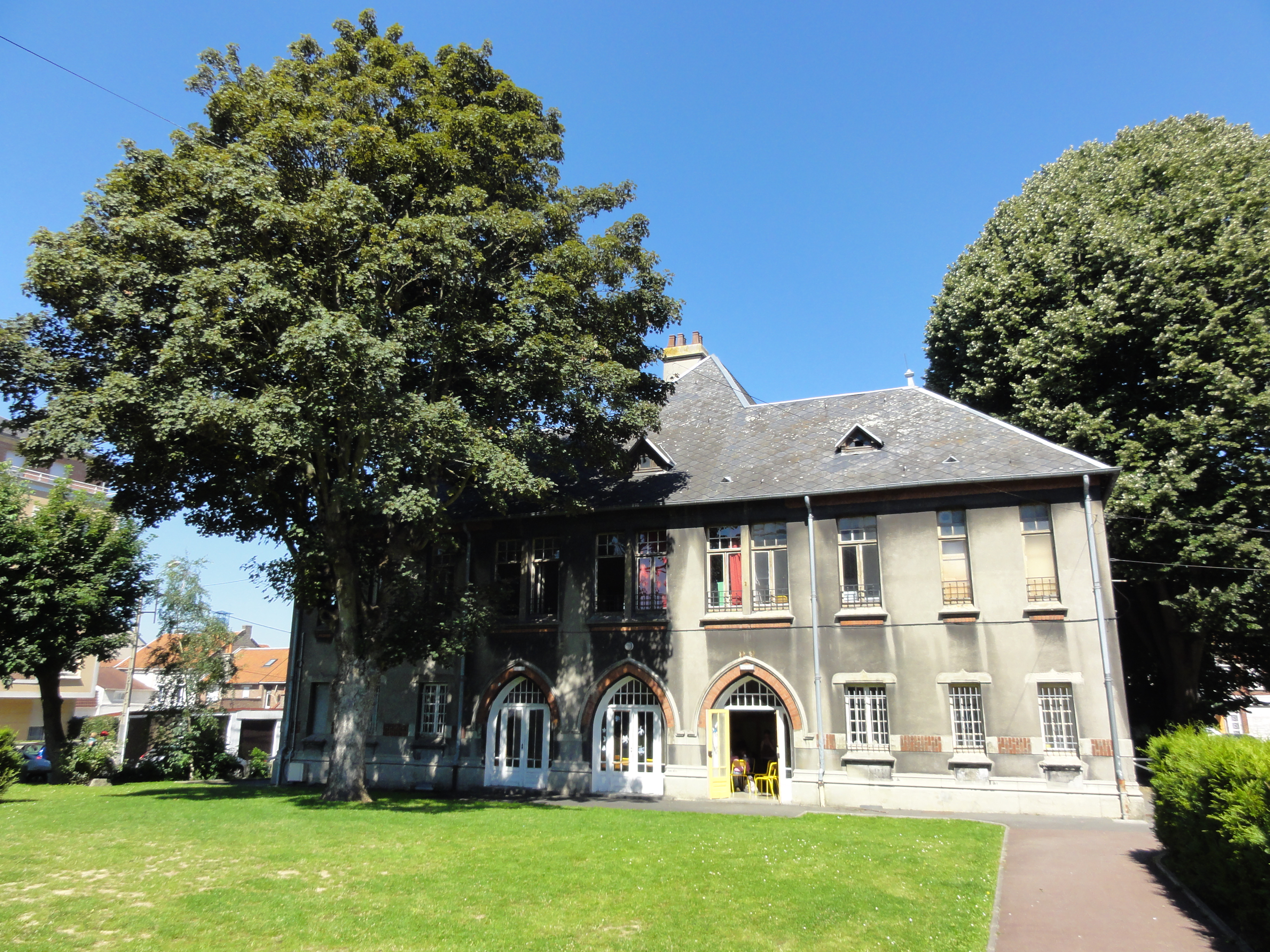
Protestantse kerk
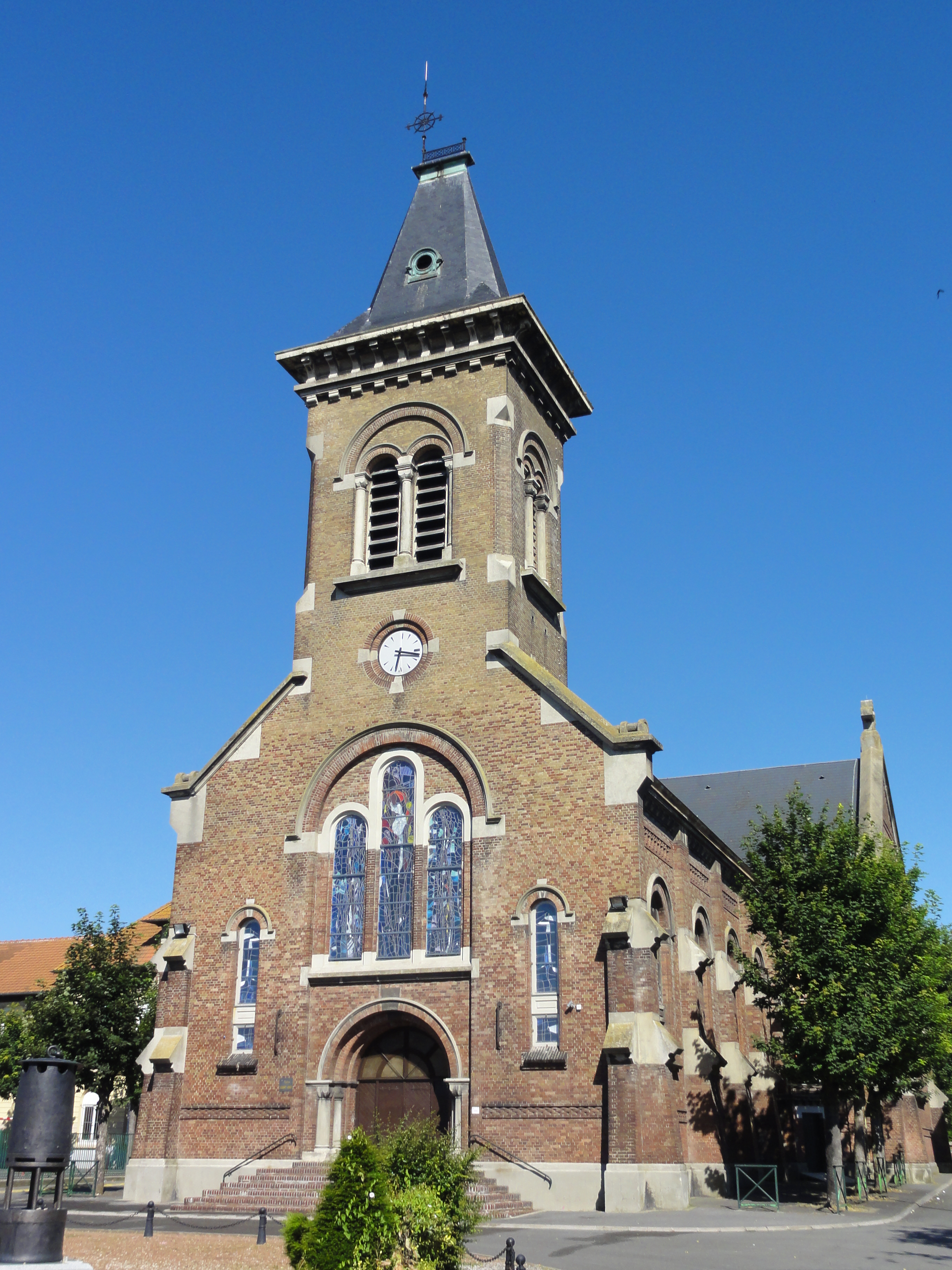
Kerk Saint-Amé
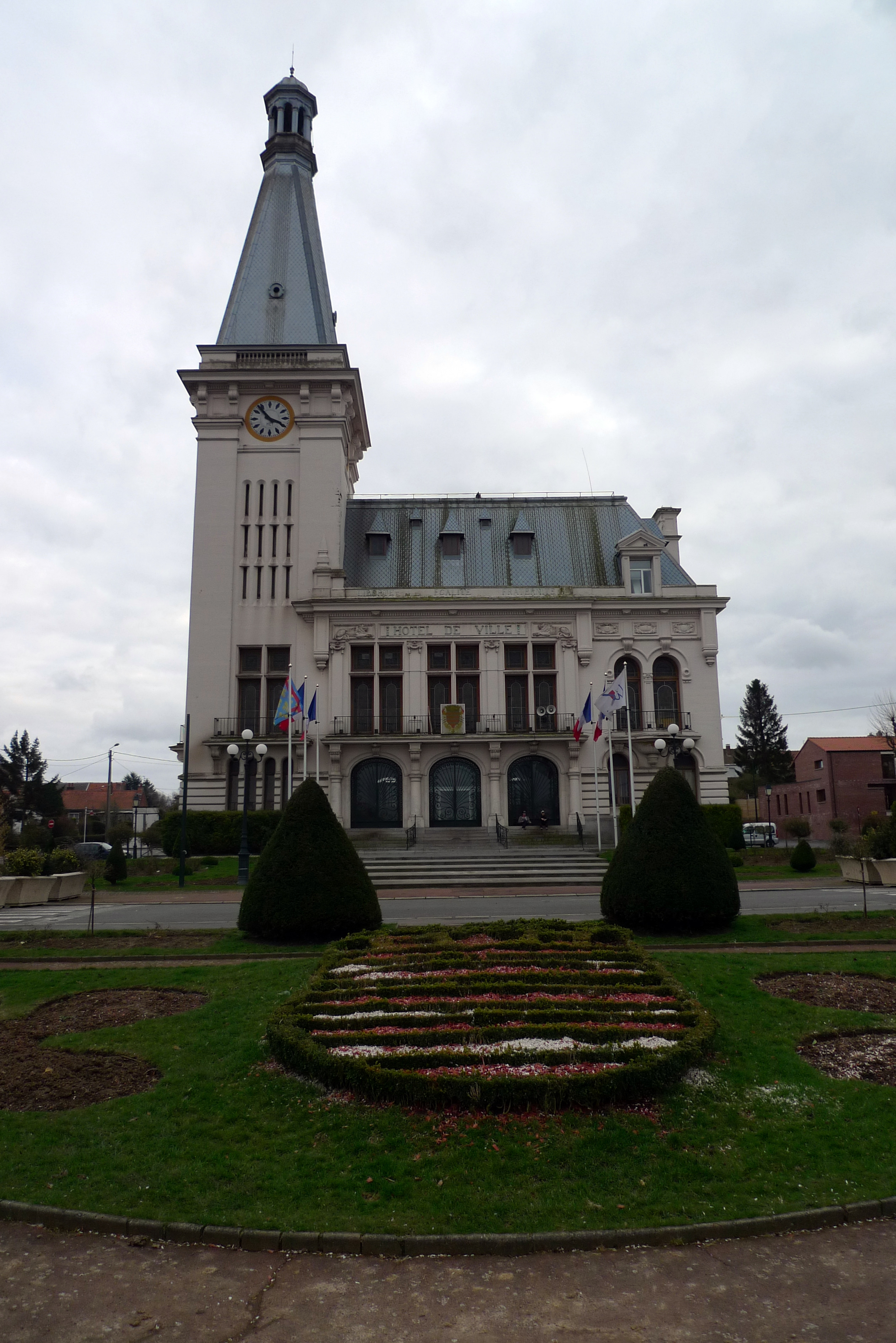
Gemeentehuis

## Geboren
- Charles Ghislain de Marnix (1780 - 1832), politicus
- Robert Enrico (1931-2001), filmregisseur

## Stedenbanden
Liévin onderhoudt een stedenband met:
- Hohenlimburg (sinds 1960)
- Bruck an der Mur (sinds 1999)
- Pasvalys (sinds 1999)
- Rybnik (sinds 2000)
- La Valette-du-Var (sinds 2000)
- Moeskroen (sinds 2005)